# 伴随勒让德多项式
伴随勒让德多项式（Associated Legendre polynomials，又译缔合勒让德多项式、连带勒让德多项式、关联勒让德多项式）是数学上对如下形式常微分方程解函数序列的称呼：
{\displaystyle (1-x^{2})\,{\frac {d^{2}\,y}{dx^{2}}}-2x{\frac {dy}{dx}}+\left(\ell [\ell +1]-{\frac {m^{2}}{1-x^{2}}}\right)\,y=0}
该方程是在球坐标系下求解拉普拉斯方程时得到的，在数学和理论物理学中有重要的意义。

l=5时连带勒让德多项式的图像

因上述方程仅当 {\displaystyle \ell } 和 {\displaystyle m\,} 均为整数且满足 {\displaystyle 0\leq m\leq \ell } 时，才在区间 [−1, 1] 上有非奇异解，所以通常把 {\displaystyle \ell } 和 {\displaystyle m\,} 均为整数时方程的解称为伴随勒让德多项式；把 {\displaystyle \ell } 和/或 {\displaystyle m\,} 为一般实数或复数时方程的解称为广义勒让德函数（generalized Legendre functions）。
当 {\displaystyle m\,=0}、{\displaystyle \ell }为整数时，方程的解即为一般的勒让德多项式。
注意当 m 为奇数时，连带勒让德多项式并不是多项式。

## 正交性
与勒让德多项式一样，连带勒让德多项式在区间 [-1,1] 上也满足正交性。
{\displaystyle \int _{-1}^{1}P_{l}^{m}(x)P_{k}^{m}(x)\mathrm {d} x={\frac {(l+m)!}{(l-m)!}}{\frac {2}{2l+1}}\delta _{kl}}
这是因为，与勒让德方程一样，连带勒让德方程也是施图姆-刘维尔型的：
{\displaystyle \left\{{\frac {m^{2}}{1-x^{2}}}-{\frac {\mathrm {d} }{\mathrm {d} x}}\left[(1-x^{2}){\frac {\mathrm {d} }{\mathrm {d} x}}\right]\right\}P_{l}^{m}(x)=\lambda P_{l}^{m}(x),\quad \lambda =l(l+1),l\in \mathbb {Z} _{0}^{+}}
正交性的另一种表述如下，它与下面提到的球谐函数有关。
{\displaystyle \int _{0}^{\pi }P_{l}^{m}(\cos \theta )P_{k}^{m}(\cos \theta )\sin \theta \mathrm {d} \theta ={\frac {(l+m)!}{(l-m)!}}{\frac {2}{2l+1}}\delta _{kl}}

## 与勒让德多项式的关系
连带勒让德多项式可以由勒让德多项式求 m 次导得到：
{\displaystyle P_{l}^{m}(x)=(1-x^{2})^{m/2}P_{l}^{(m)}(x)}
等号右边的上标 (m) 表示求 m 次导。

## 与超几何函数的关系
连带勒让德函数（即 l, m 不一定要是整数）可以用高斯超几何函数表达为：
{\displaystyle P_{\nu }^{\mu }(z)={\frac {1}{\Gamma (1-\mu )}}\left({\frac {z-1}{z+1}}\right)^{\mu /2}\,_{2}F_{1}(-\nu ,\nu +1,1-\mu ,{\frac {1-z}{2}})}
注意 μ 为正整数 m 时 1-μ 是伽玛函数的奇点，此时等号右边的式子应该理解为当 μ 趋于 m 时的极限。

## 负数阶连带勒让德多项式
显然连带勒让德方程在变换 m→-m 下保持不变，传统上习惯定义负数阶连带勒让德多项式为：
{\displaystyle P_{l}^{-m}(x)=(-1)^{m}{\frac {(l-m)!}{(l+m)!}}P_{l}^{m}(x),\quad m=1,\ldots ,l;l\in \mathbb {Z} ^{+}}
容易验证，这样定义的连带勒让德多项式能够使得上面的正交关系可以推广到 m 为负数的情况。
注意在个别文献（如上面的图，以及球谐函数一文）中会直接取
{\displaystyle P_{l}^{-m}(x)=P_{l}^{m}(x)}
本文不采用这种定义。

## 与球谐函数的关系
球谐函数是球坐标下三维空间拉普拉斯方程的角度部分的解，构成一组完备的基组，有着重要的意义。
采用本文中定义的连带勒让德多项式的表达式，球谐函数可以表达为：
{\displaystyle Y_{l}^{m}(\theta ,\phi )={\sqrt {{\frac {(l-m)!}{(l+m)!}}{\frac {2l+1}{4\pi }}}}P_{l}^{m}(\cos \theta )e^{im\phi }}
由连带勒让德多项式的正交关系可以直接得到球谐函数的正交关系：
{\displaystyle \int Y_{l}^{m}(\theta ,\phi )Y_{k}^{n*}(\theta ,\phi )\mathrm {d} \Omega =\delta _{kl}\delta _{mn}}
式中 dΩ 是立体角元。